# نئومرکانتیلیسم
نئومرکانتالیسم یک رژیم سیاست‌گذاری است که صادرات را تشویق، واردات را منع، جابجایی سرمایه را کنترل، و تصمیم‌گیری‌های ارزی را در دست حکومت مرکزی، متمرکز می‌کند. آرمان سیاست‌گذاری نئومرکانتالیسم افزایش ذخیره‌های ارزی حکومت مرکزی است که به آن، اجازه سیاست پولی و سیاست مالی موثرتر می‌دهد.